# Nagaichthys filipes
Nagaichthys filipes – gatunek słodkowodnej ryby z rodziny Chaudhuriidae. Jedyny przedstawiciel rodzaju Nagaichthys.

## Występowanie
Tropikalne wody Indonezji, Malezji, Borneo.
Dorasta do 3-3,5 cm długości